# Trhypochthonius septentrionalis
Trhypochthonius septentrionalis är en kvalsterart som beskrevs av K. Fujikawa 1995. Trhypochthonius septentrionalis ingår i släktet Trhypochthonius och familjen Trhypochthoniidae. Inga underarter finns listade i Catalogue of Life.